# Olympische Sommerspiele 2012/Radsport – Mountainbike (Frauen)
Das Mountainbike-Rennen der Frauen bei den Olympischen Spielen 2012 in London fand am 11. August 2012 statt.
Olympiasiegerin wurde Julie Bresset aus Frankreich. Die Silbermedaille gewann die Titelverteidigerin Sabine Spitz aus Deutschland und Bronze sicherte sich Georgia Gould aus den Vereinigten Staaten.

## Ergebnis
| Rang | Athletin               | Nation             | Zeit (h) |
| ---- | ---------------------- | ------------------ | -------- |
| 1    | Julie Bresset          | Frankreich         | 1:30:52  |
| 2    | Sabine Spitz           | Deutschland        | 1:31:54  |
| 3    | Georgia Gould          | Vereinigte Staaten | 1:32:00  |
| 4    | Irina Kalentjewa       | Russland           | 1:32:33  |
| 5    | Esther Süss            | Schweiz            | 1:32:46  |
| 6    | Alexandra Engen        | Schweden           | 1:33:08  |
| 7    | Aleksandra Dawidowicz  | Polen              | 1:33:20  |
| 8    | Annie Last             | Großbritannien     | 1:33:47  |
| 9    | Catharine Pendrel      | Kanada             | 1:34:28  |
| 10   | Tanja Žakelj           | Slowenien          | 1:34:41  |
| 11   | Lea Davison            | Vereinigte Staaten | 1:35:14  |
| 12   | Shi Qinglan            | China              | 1:35:28  |
| 13   | Jana Belomoina         | Ukraine            | 1:35:46  |
| 14   | Kateřina Nash          | Tschechien         | 1:36:22  |
| 15   | Elisabeth Osl          | Österreich         | 1:36:47  |
| 16   | Adelheid Morath        | Deutschland        | 1:37:17  |
| 17   | Eva Lechner            | Italien            | 1:37:36  |
| 18   | Karen Hanlen           | Neuseeland         | 1:37:54  |
| 19   | Katrin Leumann         | Schweiz            | 1:38:23  |
| 20   | Rie Katayama           | Japan              | 1:38:26  |
| 21   | Janka Števková         | Slowakei           | 1:39:05  |
| 22   | Paula Gorycka          | Polen              | 1:39:18  |
| 23   | Blaža Klemenčič        | Slowenien          | 1:39:42  |
| 24   | Emily Batty            | Kanada             | 1:40:37  |
| 25   | Rebecca Henderson      | Australien         | 1:41:35  |
| 26   | Pauline Ferrand-Prévot | Frankreich         | 1:42:21  |
| 27   | Barbara Benkó          | Ungarn             | 1:43:24  |
| 28   | Candice Neethling      | Südafrika          | 1:45:03  |
| –    | Gunn-Rita Dahle Flesjå | Norwegen           | DNF      |
| –    | Laura Abril            | Kolumbien          | DNF      |
| –    | Annika Langvad         | Dänemark           | DNS      |